# Фармингтон (Юта)
Фа́рмингтон (англ. Farmington) — город в штате Юта (США). Административный центр округа Дейвис. По данным переписи населения 2010 года, число жителей города составляло 18 275 человек (37-е место в списке крупнейших городов штата).

## История
Город был основан в 1847—1848 годах Гектором Хайтем, к которому позже присоединились пять семей. Округ Дейвис был создан в 1852 году, окружным центром был выбран Норт-Коттонвуд, который переименовали в Фармингтон. До XX века город оставался сельскохозяйственным центром, затем началось развитие промышленности. В 1870 году через город провели железную дорогу. В 1892 году во время первого коммерческого бума город был инкорпорирован.

## Население
| Год переписи | Нас.  |  | %±    |
| ------------ | ----- |  | ----- |
| 1860         | 591   |  | —     |
| 1870         | 976   |  | 65,1% |
| 1880         | 1073  |  | 9,9%  |
| 1890         | 1036  |  | −3,4% |
| 1900         | 1050  |  | 1,4%  |
| 1910         | 1280  |  | 21,9% |
| 1920         | 1170  |  | −8,6% |
| 1930         | 1339  |  | 14,4% |
| 1940         | 1211  |  | −9,6% |
| 1950         | 1468  |  | 21,2% |
| 1960         | 1951  |  | 32,9% |
| 1970         | 2526  |  | 29,5% |
| 1980         | 4691  |  | 85,7% |
| 1990         | 9028  |  | 92,5% |
| 2000         | 12081 |  | 33,8% |
| 2010         | 18275 |  | 51,3% |
| 2016         | 23140 |  | 26,6% |

По данным переписи 2010 года население Фармингтона составляло 18275 человека (из них 50,8 % мужчин и 49,2 % женщин), в городе было 5148 домашних хозяйств и 4385 семьи. На территории города было расположено 5339 построек со средней плотностью 206,9 постройки на один квадратный километр суши. Расовый состав: белые — 95,0 %, азиаты — 0,9 %, коренные американцы — 0,3 %.
Население города по возрастному диапазону по данным переписи 2010 года распределилось следующим образом: 35,2 % — жители младше 18 лет, 3,7 % — между 18 и 21 годами, 53,9 % — от 21 до 65 лет и 7,2 % — в возрасте 65 лет и старше. Средний возраст населения — 29,3 лет. На каждые 100 женщин в Фармингтоне приходилось 103,3 мужчин, при этом на 100 совершеннолетних женщин приходилось уже 101,8 мужчин сопоставимого возраста.
Из 5148 домашних хозяйств 85,2 % представляли собой семьи: 75,9 % совместно проживающих супружеских пар (43,9 % с детьми младше 18 лет); 7,0 % — женщины, проживающие без мужей и 2,4 % — мужчины, проживающие без жён. 14,8 % не имели семьи. В среднем домашнее хозяйство ведут 3,41 человека, а средний размер семьи — 3,76 человека. В одиночестве проживали 12,6 % населения, 4,8 % составляли одинокие пожилые люди (старше 65 лет).

## Экономика
В 2015 году из 14325 человек старше 16 лет имели работу 9761. При этом мужчины имели медианный доход в 71 339 долларов США в год против 40 636 долларов среднегодового дохода у женщин. В 2014 году медианный доход на семью оценивался в 97 427 $, на домашнее хозяйство — в 92 363 $. Доход на душу населения — 31 473 $ в год.

## Географическое положение
По данным Бюро переписи населения США город имеет общую площадь в 25,8 км². Через город проходит межштатная автомагистраль I-15. Фармингтон находится между Солт-Лейк-Сити и Огденом.

### Климат
По классификации климатов Кёппена климат Фармингтона относится к влажному континентальному (Dfb). Средняя температура в году — 11,1 °C, самый тёплый месяц — июль (средняя температура 24,8 °C), самый холодный — январь (средняя температура −1,4 °C). Среднее количество осадков в году 559 мм.
| Показатель                    | Янв.  | Фев.  | Март | Апр. | Май  | Июнь | Июль | Авг. | Сен. | Окт. | Нояб. | Дек.  | Год   |
| ----------------------------- | ----- | ----- | ---- | ---- | ---- | ---- | ---- | ---- | ---- | ---- | ----- | ----- | ----- |
| Абсолютный максимум, °C       | 15,6  | 20,6  | 25,6 | 30,6 | 36,1 | 38,9 | 40,6 | 40   | 37,2 | 33,9 | 25    | 20    | 40,6  |
| Средний суточный максимум, °C | 3,4   | 6,7   | 12,1 | 16,9 | 22,6 | 28,3 | 33,4 | 32,3 | 26,5 | 18,7 | 10,1  | 3,8   | 17,9  |
| Средняя температура, °C       | −1,4  | 1,2   | 5,9  | 10,1 | 15,1 | 20,1 | 24,8 | 23,7 | 18,3 | 11,3 | 4,4   | −0,9  | 11,1  |
| Средний суточный минимум, °C  | −6,2  | −4,3  | −0,3 | 3,3  | 7,5  | 11,9 | 16,1 | 15   | 9,9  | 3,9  | −1,2  | −5,7  | 4,2   |
| Абсолютный минимум, °C        | −25,6 | −22,8 | −15  | −8,9 | −3,9 | 0    | 5    | 3,9  | −2,2 | −10  | −16,1 | −24,4 | −25,6 |
| Норма осадков, мм             | 52    | 50    | 60   | 65   | 66   | 38   | 19   | 21   | 36   | 53   | 50    | 50    | 560   |